# Clasificación de Bautz-Morgan
La clasificación de Bautz-Morgan es un sistema de clasificación de cúmulos de galaxias según la presencia o no en su centro de una galaxia mucho más brillante que las demás. 
Hay tres clases en esta clasificación, con gradaciones intermedias: I, para definir un cúmulo de galaxias dominado por una galaxia mucho más brillante que las demás (por ejemplo, el cúmulo de Fornax), II un caso intermedio entre ésta y la siguiente (por ejemplo, el cúmulo de Coma), y finalmente III para cúmulos sin una galaxia significativamente más brillante que las demás (por ejemplo, el cúmulo de Virgo.)
Otras propiedades observables a menudo en los cúmulos de cada clase son:
- I. Muy ricos en galaxias elípticas y galaxias lenticulares, esto es galaxias de tipo temprano. Simetría esférica, con una fuerte concentración de masa en su centro y cierta segregación de masa.

- II. Pobres en galaxias espirales (es decir, en galaxias de tipo tardío). Simetría intermedia, con una concentración de masa moderada en su centro y también cierta segregación de masa.

- III. Ricos en galaxias espirales. Sin ninguna simetría —forma irregular— y con apenas concentración de masa en su centro. No existe segregación de masa.